# Antonius Hambroek
Antonius Hambroek (Rotterdam, 1607 – Taiwan, 21 luglio 1661) è stato un missionario olandese a Taiwan dal 1648 al 1661.
Egli fu condannato al martirio da Koxinga, mentre i signori della guerra sino-giapponesi strapparono Taiwan dal dominio coloniale olandese. Koxinga aveva catturato Hambroek insieme a sua moglie e a tre dei suoi figli, e l'aveva mandato come messaggero al Governatore di Formosa Frederik Coyett, per richiedere la resa della roccaforte olandese di Fort Zeelandia e l'abbandono dell'isola da parte dei coloni. Koxinga aveva promesso la morte del missionario, se fosse tornato con una risposta negativa; purtroppo per Hambroek, Coyett rifiutò la resa ed egli fu giustiziato al suo ritorno al campo di Koxinga.

## Antonius Hambroek, oL'assedio di Formosa
Il drammaturgo Joannes Nomsz scrisse, nel 1775, una tragedia teatrale incentrata sul martirio di Hamborek, suggellando la fama del missionario in terra natìa.